# Agnès Soral
|  | No s'ha de confondre amb Agnès Sorel. |

  Agnès Soral  (francès: Agnès Bonnet)  (Èx-los-Bens, 8 de juny de 1960) nascuda Agnès Bonnet és una actriu franco-suïssa.

## Biografia

### Infància i joventut
Agnès Marielle Christiane Soral va néixer amb el cognom Bonnet el 8 de juny de 1960 a Èx-los-Bens. La família era originària de Soral, fet que va fer que fossin coneguts com els «Bonnet de Soral».
La família es va instal·lar poc després a Meudon-la-Forêt, abans que l'estat tantegés les terres forestals que pertanyien al pare, que treballava com a assessor legal.
El seu germà és l'assagista Alain Soral, amb qui s'ha distanciat arran dels seus nombrosos comentaris «misògins, antisemites i homòfobs» que no comparteix.
Com explica a la seva autobiografia Frangin, es va traslladar amb la seva família a París, a la rue de Vaugirard, on va assistir sobretot al Cours Maupré (avui Lycée Paul-Claudel-d'Hulst, al 7è districte de París), dirigit per dones dominiques.
L'any 1973, el pare d'Agnès Soral va ser condemnat per frau i empresonat a la presó de Champ-Dollon de Ginebra. La família es va traslladar llavors a Grenoble, al barri de Hood. Esmenta haver viscut a sobre d'una lògia maçònica.
Agnès es va matricular al Conservatori Regional de Grenoble i es va incorporar al grup de teatre «Le foyer Parmentier» que actuava a les escoles bressol de la regió.

### Inicis com actriu
Quan tenia 16 anys d'edat, mentre treballava de telonera al Teatre d'art i assaig de París, va substituir durant poc temps una actriu a Voyage avec la drogue et la mort, de Dimítris Kollátos.
El mateix any va conèixer accidentalment l'humorista Jean-Claude Drouot, la notorietat del qual data de la sèrie de televisió de la dècada del 1960 Thierry la Fronde, que li va donar el desig de convertir-se en actriu.

### Carrera al cinema
Amb només 17 anys d'edat, amb el pseudònim «Agnès Soral», va fer el seu primer paper a la pantalla a Un moment d'égarement (1977), dirigida per Claude Berri. A través d'aquesta pel·lícula, es revela al gran públic gràcies al seu paper d'adolescent que practica topless i que sedueix un home de mitjana edat, el millor amic del seu pare, interpretat per Jean-Pierre Marielle.
Sis anys més tard, es va retrobar amb Claude Berri a Tchao Pantin (1983), que li va permetre confirmar el seu talent en un paper més dramàtic, el d'una jove punk fràgil. La seva actuació li va valdre dues nominacions als César de 1984: «millor jove esperança femenina» i «millor actriu secundària».
A la dècada del 1980, també va aparèixer amb Yves Boisset, Denys Granier-Deferre i Jean-Marie Poiré.
Més discreta al cinema a la dècada del 1990, es va implicar més en el teatre i després en la televisió, on va participar en diverses pel·lícules per a televisió. No obstant això, va fer gira regularment amb Claude Lelouch a partir de 1996.
Va dirigir el curtmetratge Ça boume, i va dirigir l'obra Train de vie de Nathalie Mongin al Théâtre du Chaudron de La Cartoucherie, a Vincennes.

### Altres intervencions als mitjans de comunicació
El 30 de març de 2005, Stéphane Guillon va fer humor al programa 20 h 10 pétantes sobre la violació de la qual va ser víctima Agnès Soral a Espanya, mentre ella era present al plató. Aleshores Stéphane Guillon es va justificar explicant que volia castigar la policia espanyola responsable de trobar el violador i que no volia fer mal a l'actriu.
L'any 2006 va participar al programa Je suis une célébrité, sortez-moi de là!, on va defensar la protecció de la selva amazònica. També va participar al programa Vis ma vie a l'episodi «Agnès Soral : toiletteuse pour chiens» (Agnès Soral: perruquera per a gossos).
L'any 2007 va actuar en un espectacle d'un personatge titulat Agnès Soral aimerait bien vous y voir.

### Vida privada
Agnès Soral és la germana petita de l'assagista negacionista Alain Soral, que diu haver tingut un besavi que era «la primera tissora» de la sastreria més gran de Ginebra.
Mentre el seu germà va començar la carrera d'escriptor a principis de la dècada del 1990, Agnès Soral li va permetre aprofitar la seva notorietat adoptant el seu pseudònim. L'any 1993, un decret substituí el seu cognom Bonnet pel seu pseudònim Soral. Denuncia les posicions antisemites, misògines i homòfobes del seu germà i anuncia que fa anys que no el veu. La seva última aparició a la televisió va ser el 2003.
També és germana de la productora Jeanne Soral.
Agnès Soral és mare de dues filles, una de les quals va néixer l'any 1988.

### Compromís
Des de l'any 2007 és la padrina de l'associació Aquaverde, que dona suport al poble indígena suruí de l'Amazònia en la seva lluita per salvar la selva amazònica i els seus pobles indígenes.

## Filmografia

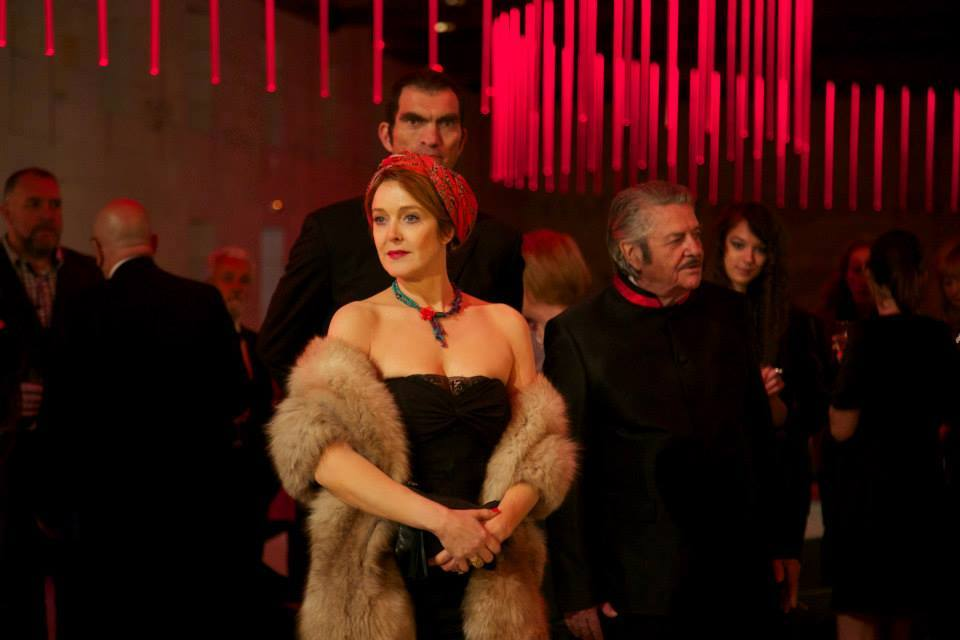
Plató de rodatge de la pel·lícula Calomnies de Jean-Pierre Mocky, en 2014
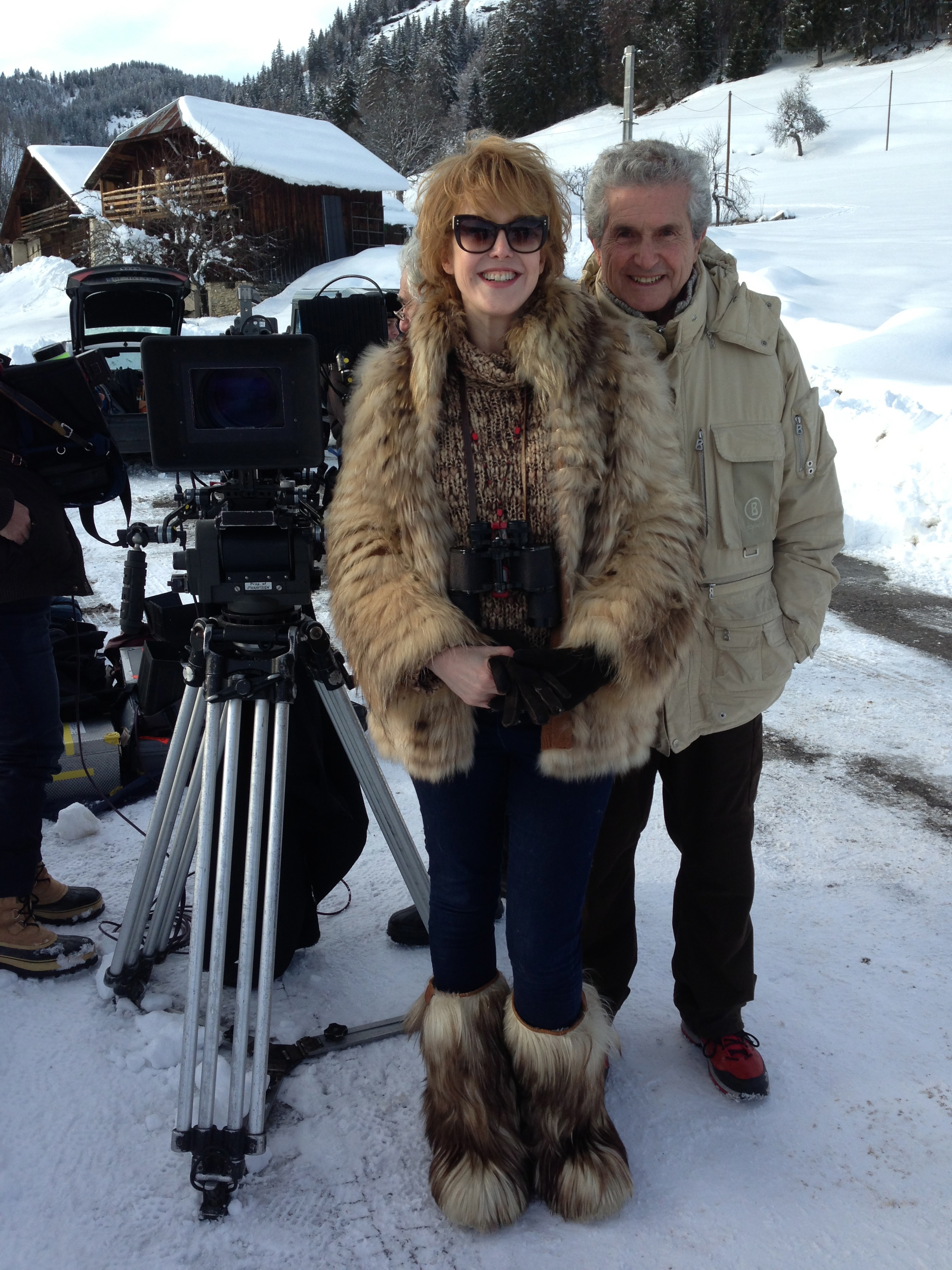
Agnès Soral i el director Claude Lelouch al plató de Salaud on t'aime, estrenat el 2014

### Cinema

#### Llargmetratges
- 1977 : Un moment d'égarement, de Claude Berri: Françoise.
- 1978 : Chaussette surprise, de Jean-François Davy: Charlotte.
- 1983 : Tchao Pantin, de Claude Berri: Lola
- 1984 : Réveillon chez Bob, de Denys Granier-Deferre: Florence, coneguda com Floloulou.
- 1985 : Diesel, de Robert Kramer: Anna.
- 1986 : Killing Cars, de Michael Verhoeven: Violet Blum.
- 1986 : Bleu comme l'enfer, d'Yves Boisset: Carol.
- 1986 : I Love You, de Marco Ferreri: Hélène.
- 1986 : Twist again à Moscou, de Jean-Marie Poiré: Tatiana.
- 1988 : Trois Sœurs, de Margarethe von Trotta: Sabrina,
- 1988 : Prisonnière], de Charlotte Silvera: Nicole Beck.
- 1989 : Australia, de Jean-Jacques Andrien: Agnès Deckers.
- 1990 : Après après-demain, de Gérard Frot-Coutaz: Sophie.
- 1994]: Salades russes, de Youri Mamine: Nicole.
- 1994 : Le Ballon d'or, de Cheik Doukouré: Isabella.
- 1996 : Hommes, femmes: mode d'emploi de Claude Lelouch: amiga de Fabio Lini.
- 1996 : Le Roi des Aulnes, de Volker Schlöndorff: Rachel.
- 1996 : Oui, d'Alexandre Jardin.
- 1997 : C'est la tangente que je préfère, de Charlotte Silvera: la mare de Sabine.
- 1998 : Ça n'empêche pas les sentiments, de Jean-Pierre Jackson: Odette.
- 1998 : Comme une bête, de Patrick Schulmann: Claudia.
- 1998 : Je suis vivante et je vous aime, de Roger Kahane: Lucie,
- 2000 : Les gens en maillot de bain ne sont pas (forcément) superficiels, d'Éric Assous: Anita.
- 2002 : Les Filles, personne s'en méfie, de Charlotte Silvera.
- 2003 : Livraison à domicile, de Bruno Delahaye: la tia de Marylin.
- 2004 : L'Incruste, fallait pas le laisser entrer!, de Corentin Julius i Alexandre Castagnetti: Josiane.
- 2004 : Les Parisiens, de Claude Lelouch: l'esposa de Pierre.
- 2005 : L'Antidote, de Vincent de Brus: Nadine Marty.
- 2005 : Le Courage d'aimer, de Claude Lelouch: convidada de la boda.
- 2006 : Après l'océan (Les Oiseaux du ciel), de Éliane de Latour: La Blanche.
- 2006 : Les Brigades du Tigre, de Jérôme Cornuau: Amélie.
- 2011 : Par les épines, de Romain Nicolas: Rose.
- 2012 : Cassos, de Philippe Carrese: Mathilde.
- 2012 : Pauvre Richard, de Malik Chibane: Madame Pélissier.
- 2014 : Salaud, on t'aime, de Claude Lelouch: Bianca.
- 2014 : Calomnies, de Jean-Pierre Mocky: Kenou.
- 2019 : La Vertu des impondérables, de Claude Lelouch: la inspectora.

#### Curtmetratges
- 1995 : Le Vrai faux (Cinématon) d'Agnès Soral, de Gérard Courant.
- 2012 : Des arêtes dans le bifteck, de Patricia Dinev.
- 2013 : Nul, d'Yves Alion.
- 2014 : Toi Femmes, de Micheline Abergel i Josselin Mahot.
- 2019 : Quand l'été a disparu. de Raphaël Daniel.

### Televisió (selecció)
- 1977 : Brigade des mineurs (sèrie de televisió), de Claude Loursais. Episodi Incidents mineurs.
- 1977 : Un comique né, de Michel Polac.
- 1978 : Les Héritiers (sèrie de televisió), de Juan Luis Buñuel. Episodi Photos de famille : Béatrice.
- 1979 : Aujourd'hui deux femmes, de Daniel Moosmann: Paula.
- 1980 : Je dors comme un bébé, de Jacques Fansten.
- 1980 : C'est grand chez toi, de Patrick Jamain: Claire.
- 1981 : Minitrip, de Pierre Joassin: Valérie.
- 1983 : Zone rouge (pel·lícula per a televisió), de Robert Valey.
- 1984 : Noces de soufre, de Raymond Vouillamoz: Anne Letellier.
- 1989 : Mon dernier rêve sera pour vous, de Robert Mazoyer: Nathalie de Noailles.
- 1989 : Bonne Espérance (sèrie de televisió), de Pierre Lary i Philippe Monnier: Prudence Beauvilliers.
- 1989 : Un français libre, de Jim Goddard: Nellie Planchet.
- 1989 : Fantômes sur l'oreiller, de Pierre Mondy: Elisabeth Labarge.
- 1993 : Tout va bien dans le service, de Charlotte Silvera: Claire.
- 1993 : Maigret (sèrie de televisió), d'Andrzej Kostenko. Episodi Maigret se défend.
- 1993 : Prat et Harris, de Boramy Tioulong: Prat.
- 1994 : Target of Suspicion, de Bob Swaim: Chandreau.
- 1994 : Maigret (sèrie de televisió) d'Andrzej Kostenko. Episodi La Patience de Maigret.
- 1995 : Catherine the Great (pel·lícula per a televisió), de Marvin J. Chomsky i John Goldsmith: la comtessa Bruce.
- 1995 : L'Embellie, de Charlotte Silvera: la primera prostituta.
- 1997 : Un étrange héritage, de Laurent Dussaux: Sabine Castel-Fortin.
- 1998 : Blague à part : Isabelle Dumont (dues temporades).
- 2001 : Un homme à défendre, de Laurent Dussaux: Marthe Rambal.
- 2001 : Joséphine, ange gardien, de Dominique Baron. Episodi La comédie du bonheur.
- 2003 : Drôle de genre, de Jean-Michel Carré: Dominique Bazin.
- 2003 : Louis la Brocante, de Pierre Sisser. Episodi Louis, Mathilde et les autres.
- 2003 : Le Camarguais, de William Gosterman. Episodi Rave d'un jour.
- 2003 : L'Affaire Martial, de Jean-Pierre Igoux: Jeanne Martial.
- 2003 : Péril imminent, de Christian Bonnet.
- 2004 : Femmes de loi, de Denis Malleval. Episodi Mortelle orpheline.
- 2005 : Retiens-moi (pel·lícula per a televisió), de Jean-Pierre Igoux: Barbara.
- 2006 : La Voie de Laura, de Gérard Cuq: Rachel.
- 2006 : Camping Paradis, de Didier Albert. Episodi pilot : Béatrice.
- 2007 : Sauvons les apparences!, de Nicolas Borgeat: Marie-Claire.
- 2008 : Sous le soleil : Lise Hamon (dos episodis)
- 2009 : Suite noire : La musique de papa de Patrick Grandperret: la mare de Jules.
- 2011 : Les Invincibles (sèrie de televisió), de Alexandre Castagnetti iPierric Gantelmi d'Ile: Savannah (segona temporada).
- 2011 : À dix minutes de nulle part, de Arnauld Mercadier: Madame Roger-Maillard.
- 2011 : Commissaire Magellan, d'Étienne Dhaene. Episodi Un instant d'égarement : Barbara.
- 2012 : Julie Lescaut. Episodi Cougar : Anna Jensen.
- 2012 : L'Été des Lip, de Dominique Ladoge: Suzanne Forestier.
- 2012 : L'Heure du secret, d'Elena Hazanov: Hélène Berthin.
- 2013 : Rouge Brésil (pel·lícula per a televisió) de Sylvain Archambault: Éléonore.
- 2013 : Myster Mocky présente; (Hitchcock by Mocky). Episodi Demande en mariage.
- 2014 : Coup de cœur (pel·lícula per a televisió) de Dominique Ladoge: Chantal
- 2014 : Famille d'accueil (sèrie de televisió). Episodi Fan : Suzy
- 2014 : Nicolas Le Floch (sèrie de televisió), de Philippe Bérenger. Episodi Le Cadavre anglais : Dame Cahuet de Villiers[10]
- 2015 : Le Sang de la vigne, d'Aruna Villiers. Episodi Ne tirez pas sur le caviste : Émilie Huguenin.
- 2016 : Le Choix de Cheyenne, de Jean-Marc Brondolo: Laura.
- 2018 : Mongeville. Episodi Remous en thalasso : Barbara Lenoir.
- 2018 : HP (sèrie de televisió) : Valérie.
- 2019 : Un avion sans elle (minisèrie), de Jean-Marc Rudnicki: Nicole Vitral.
- 2019 : Commissaire Magellan.Episodi Sang d'encre realitzat per Étienne Dhaene: Barbara
- 2019 : Myster Mocky présente. Episodi Une retraite paisible de Jean-Pierre Mocky.
- 2020 : Commissaire Magellan. Episodi Mortel refrain : Barbara.
- 2021 : La Fille dans les bois, de Marie-Hélène Copti: Danielle.
- 2021 : Face à face (sèrie de televisió), de July Hygreck i Julien Zidi.
- 2022 : Plus belle la vie. Temporada 18 : Charlotte Gauthier.
- 2022 : Juliette dans son bain, de Jean-Paul Lilienfeld: Ariane.

## Teatre
- Train de vie, de Nathalie Mongin. Dirigida per Agnès Soral al Teatre del Chaudron de La Cartoucherie de Vincennes
- C’est pas du Ronsard, espectacle d'un personatge dirigida per Éric Métayer.
- Dawn town project, espectacle musical dirigit per Charlélie Couture.
- Chantecler, d'Edmond Rostand. Dirigida per Jérôme Savary al Teatre Nacional de Chaillot.
- Voyage avec la drogue et la mort. Dirigida per Dimítris Kollátos.
- 1980 : Le Garçon d’appartement. Dirigida per Gérard Lauzier.
- 1991 : Calamity Jane, de Jean-Noël Fenwick. Dirigida per Jacques Rosny al Teatre Montparnasse.
- 1991 : La Facture, de Françoise Dorin. Dirigida per Raymond Gérôme al Teatre dels Bouffes-Parisiens.
- 1990 : Des journées entières dans les arbres, de Marguerite Duras. Dirigida per Jean-Luc Tardieu a la Casa de la Cultura de Loire-Atlantique a Nantes (Centre Nacional de Creació d'Orléans).
- 1995 : L'Assemblée des femmes, d'Aristòfan. Dirigida per Jean-Luc Tardieu, ala Casa de la Cultura de Loire-Atlantique a Nantes.
- 1998 : Château en Suède, de Françoise Sagan. Dirigida per Annick Blancheteau al Teatre Saint-Georges.
- 2000 : Une chatte sur un toit brûlant, de Tennessee Williams. Dirigida per Patrice Kerbrat al Teatre de la Renaissance de París.
- 2001 : Maître Puntila et son valet Matti, de Bertolt Brecht. Dirigia per Daniel Benoin a Comédie de Saint-Étienne.
- 2004]: Un beau salaud, de Pierre Chesnot. Dirigida per Jean-Luc Moreau al Teatre de París.
- 2005 : Les Héritiers, d'Alain Krief. Dirigida per Jean-Pierre Dravel i Olivier Macé al Teatre Rive gauche.
- 2007 : Agnès Soral aimerait bien vous y voir, de Jacques Pessis i Agnès Soral. Dirigida per Jean-Luc Moreau a la Comédie de Paris.
- 2012 : La Chieuse, de Patrice Dard i Jean Franco. Dirigida per Philippe Hersen a la Comédie-Caumartin.[11]
- 2016 : Sœurs malgré tout, d'Armelle Jover. Dirigida per Raymond Acquaviva al Teatre Tête d'or.
- 2020 : Toâ, de Sacha Guitry. Dirigida per Anne Bourgeois, en gira i al Teatre Tête d'or

## Distincions

### Nominacions
- 1984 : nominació al César a la «millor actriu secundària» per Tchao Pantin.
- 1984 : nominació al César per la «millor esperança femenina» per Tchao Pantin.

### Premis
- 2010 : Premi de reconeixement als cinèfils de Puget-Théniers per l'associació «Souvenance de cinéphiles» per la trajectòria de la seva carrera.

## Publicacions
- Frangin (en francès).  París: Michel Lafon, 2015. ISBN 9782749924298. (autobiografia)